# Zygorhizidium chlorophycidis
Zygorhizidium chlorophycidis är en svampart som beskrevs av Canter 1963. Zygorhizidium chlorophycidis ingår i släktet Zygorhizidium och familjen Chytridiaceae.   Inga underarter finns listade i Catalogue of Life.